# Station Piaseczno Miasto Wąskotorowe
Station Piaseczno Miasto Wąskotorowe is een spoorwegstation in de Poolse plaats Piaseczno.